# Guadalquivir
Guadalquivir är Spaniens femte längsta flod. Namnet kommer från arabiskan Wadi al-Kabir (الوادي الكبير) vilket betyder stora floden. Under antiken hade floden namnet Baetis eller Betis. Den är omkring 657 kilometer lång med ett avrinningsområde på ungefär 57 000 km². Befolkningen inom detta område var år 2013 nästan 4,4 miljoner. Medelvattenföringen vid mynningen är 164 m³/s

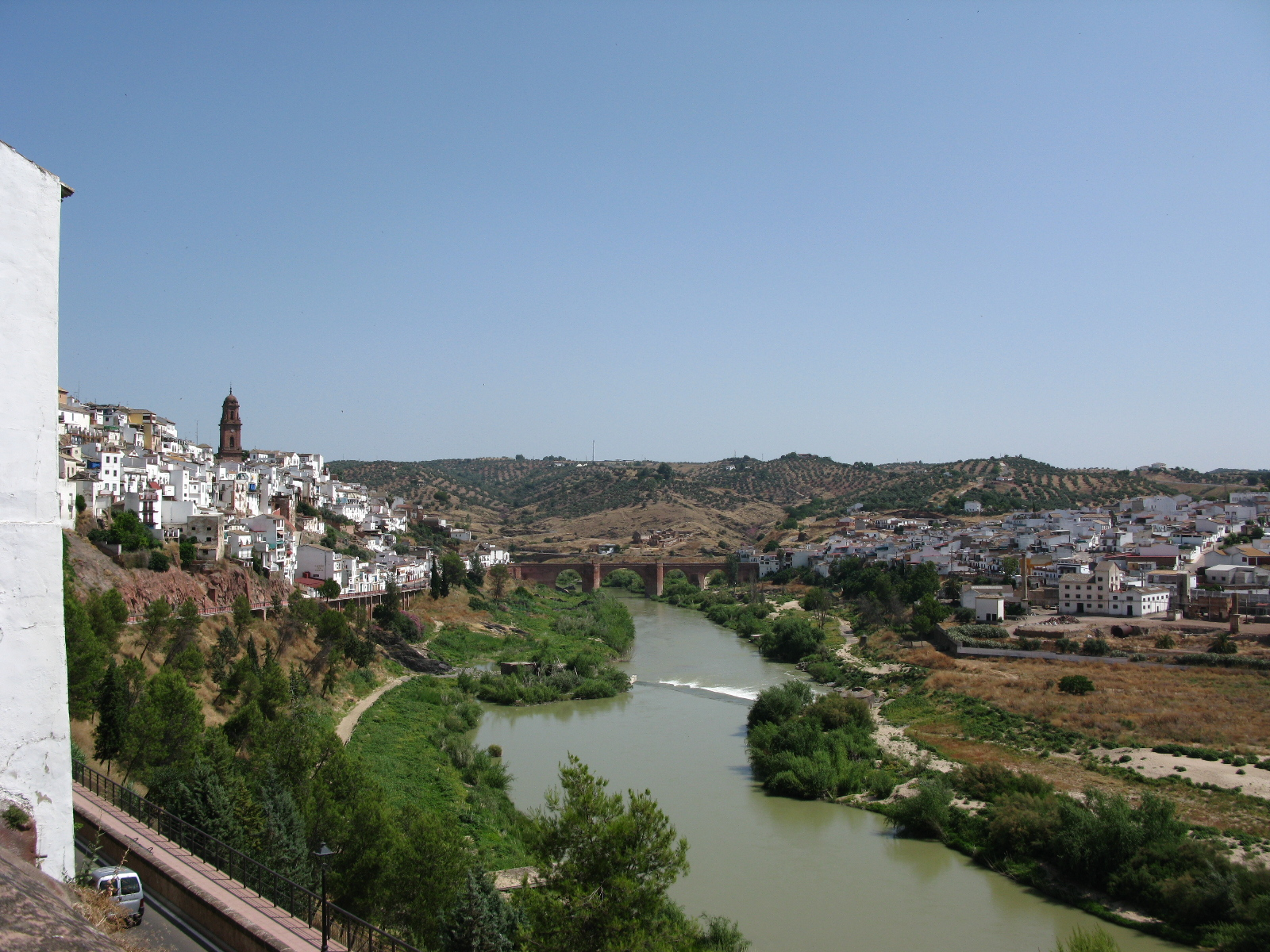
Montoro öster om Córdoba vid en stor krök av Guadalquivir.

Guadalquivir är den största floden i den sydspanska regionen Andalusien. Dess källa ligger i Sierra de Cazorla i provinsen Jaén cirka 120 km nordost om Granada. Floden rinner genom städerna Jaén, Córdoba och Sevilla och möter Atlanten i Cádizbukten vid Sanlúcar de Barrameda 70 km söder om Sevilla. Den är seglingsbar upp till Sevilla, men under medeltiden var den det ända upp till Córdoba.

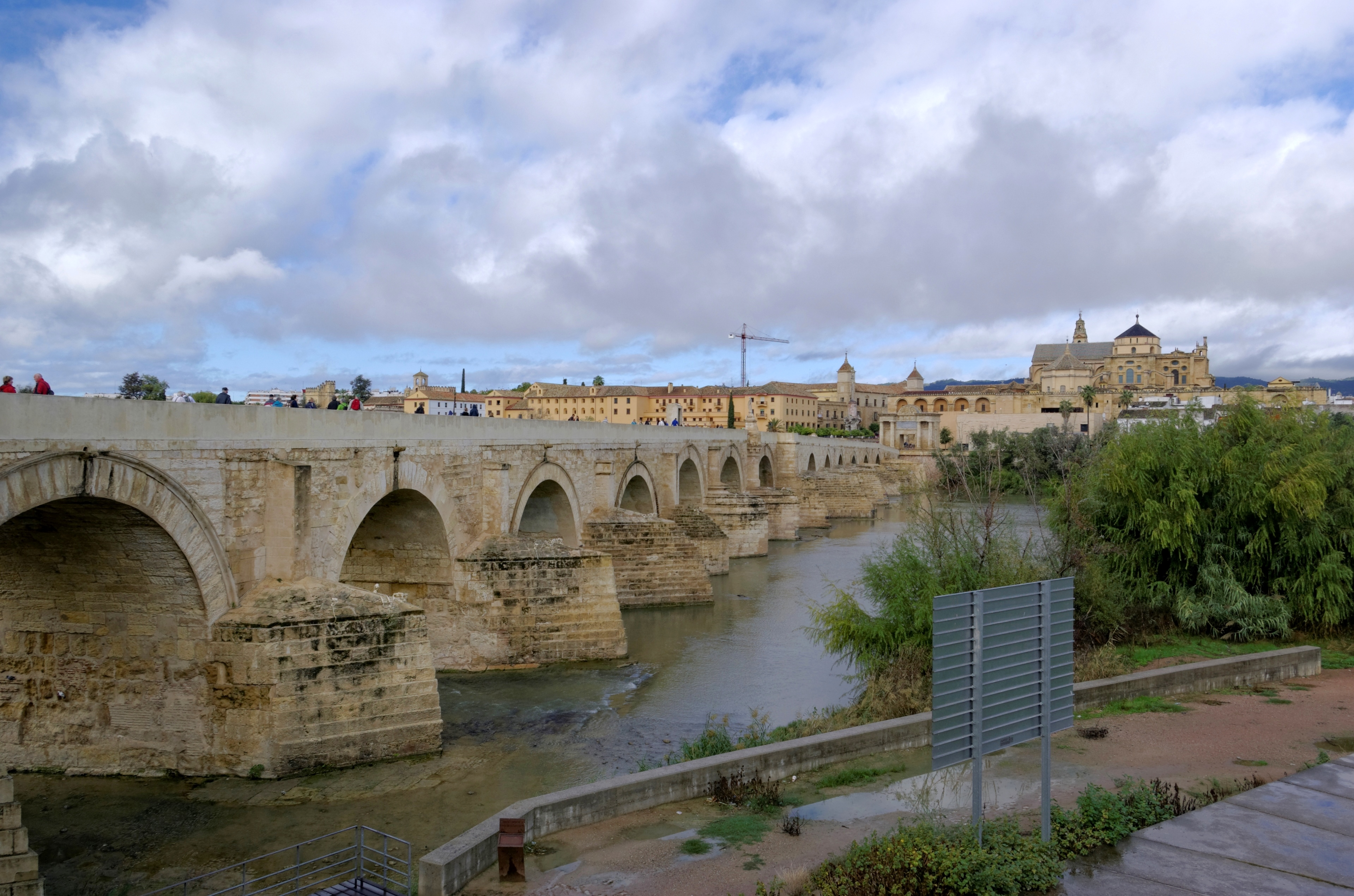
Córdoba, romersk bro över Guadalquivir

Våtmarkerna nära flodens mynning kallas Las Marismas. En del av området utgör en nationalpark med ett rikt fågelliv, bland annat övervintrande flyttfåglar som änder och gäss. Där finns också den enda återstående vilda stammen av sydeuropeisk lo. Delar av området används för odling av bland annat ris.